# Contea di Jiangle
La contea di Jiangle (将乐县S, Jiānglè XiànP) è una contea della Cina, situata nella provincia del Fujian.